# Markelsbach
Markelsbach ist ein Ortsteil der Gemeinde Much im nordrhein-westfälischen Rhein-Sieg-Kreis.

## Geographische Lage
Markelsbach liegt in einer Höhe von 184 bis 199 m ü. NHN im Naturpark Bergisches Land am Zusammenfluss des gleichnamigen Baches mit dem Scheidbach. Am Ort führt die B 56 vorbei. Südöstlich liegt der Weiler Pillenhof, nordwestlich der Weiler Scheid.

## Geschichte
1885 hatte Markelsbach 16 Haushalte und 81 Einwohner. 1910 wurde zwischen den Ortsteilen Ober- und Niedermarkelsbach unterschieden.
Markelsbach war ein Rittersitz, zu dem auch der pachthof Knippshof, heute Markelsbach 35a gehörte. Markelsbach war bis 1817 im Besitz der Grafen Nesselrode (Adelsgeschlecht). Heute sind nur noch Grundreste der Fundamente der Ruine bei Hausnummer 126 zu sehen.
Vermutlich geht der Name auf das Rittergeschlecht von Markelsbach zurück, die sich später von Allner nach dem gleichnamigen Schloss Allner bei Hennef nannte.

## Bergbau
In der Umgebung von Pillenhof wurde auf den Gruben Antonius und Gertrudensegen Bergbau betrieben. Diese gehörten seit 1935 zur konsolidierten Grube Nikolaus-Phönix.